# Droga wojewódzka 508
Die Droga wojewódzka 508 (DW 508) ist eine 23 Kilometer lange Droga wojewódzka (Woiwodschaftsstraße) in der polnischen Woiwodschaft Ermland-Masuren, die Jedwabno mit Wielbark verbindet. Die Strecke liegt im Powiat Szczycieński.

## Streckenverlauf
Woiwodschaft Ermland-Masuren, Powiat Szczycieński
-  Jedwabno (Jedwabno/Gedwangen) (DK 58, DW 545)
- Piduń (Schuttschenofen)
- Rekownica (Rekownitza/Großwalde)
- Wesołowo (Wessolowen/Fröhlichshof)
- Wesołówko (Fröhlichswalde)
- Głuch (Glauch)
-  Wielbark (Willenberg) (DK 57, DW 604)